# Neoathyreus panamensis
Neoathyreus panamensis is een keversoort uit de familie cognackevers (Bolboceratidae). De wetenschappelijke naam van de soort werd in 1946 gepubliceerd door Robinson.